# 镰叶雪山报春
镰叶雪山报春（学名：Primula falcifolia）为报春花科报春花属下的一个种。

## 扩展阅读
- 維基物種上的相關：镰叶雪山报春